# Margaret Beckett
Margaret Mary Beckett z domu Jackson (ur. 15 stycznia 1943 w Ashton-under-Lyne) – brytyjska polityk, była przewodnicząca Partii Pracy, wieloletnia deputowana do Izby Gmin, w latach 1997–1998 pełniła funkcję ministra handlu i przemysłu, od 1998 do 2001 r. była Lordem przewodniczącym Rady, w latach 2001–2006 ministrem środowiska, żywności i spraw wsi. Od 5 maja 2006 do 27 czerwca 2007 r. była ministrem spraw zagranicznych w rządzie premiera Tony’ego Blaira. Była pierwszą w historii kobietą na czele brytyjskiej dyplomacji.

## Życiorys
Wykształcenie odebrała w Notre Dame High School for Girls w Norwich. Jest absolwentką University of Manchester Institute of Science and Technology (UMIST) w Manchesterze (kończyła metalurgię) oraz Politechniki Johna Daltona. Od 1964 r. jest członkiem Związku Zawodowego Robotników i Pracowników Transportu, a od 1970 – Partii Pracy. W 1973 r. Partia Pracy wystawiła ją jako kandydatkę laburzystów w okręgu Lincoln, gdzie jej konkurentem był były laburzystowski deputowany Dick Taverne. Wybory z lutego 1974 r. zostały przez nią przegrane, ale w nowych wyborach, które odbyły się już w październiku, Margaret Jackson zdobyła mandat deputowanego, pokonując Taverne’ego różnicą 984 głosów.
Tuż po elekcji rozpoczęła pracę jako doradca polityczny Judith Hart, minister ds. rozwoju zamorskiego. W 1975 r. została whipem, odpowiedzialnym za dyscyplinę i porządek w parlamencie, a w latach 1976–1979 pełniła funkcję parlamentarnego podsekretarza stanu w ministerstwie edukacji i nauki. W 1979 r. straciła mandat deputowanej, odzyskała go w wyborach w 1983 r. w okręgu Derby South. W 1980 r. została wybrana do Narodowego Komitetu Wykonawczego Partii Pracy. W 1981 r. poparła Tony’ego Benna w jego staraniach o stanowisko wiceprzewodniczącego partii. Benn przegrał jednak z Denisem Healeyem.

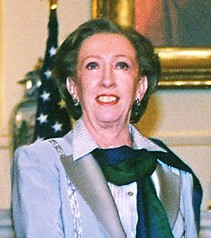
Margaret Beckett (2007)

Po powrocie do Izby Gmin Beckett odsunęła się od lewego skrzydła Partii Pracy i w wyborach na lidera partii w 1988 r. nie poparła Tony’ego Benna, tylko dotychczasowego lidera, Neila Kinnocka. Od 1984 r. była główną mówczynią opozycji w sprawach socjalnych. W 1989 r. weszła do laburzystowskiego gabinetu cieni jako naczelny sekretarz skarbu. W 1992 r. została wybrana wiceprzewodniczącą Partii Pracy. W gabinecie cieni Johna Smitha pełniła funkcję przewodniczącej Izby Gmin. W 1993 r. została powołana do Tajnej Rady.
12 maja 1994 r. John Smith zmarł nagle na atak serca. Beckett od razu objęła funkcję lidera Partii Pracy zgodnie z partyjnym statutem, który stanowił, że wiceprzewodniczący automatycznie zostaje liderem w razie śmierci lub rezygnacji dotychczasowego lidera. Wybory nowych władz partii odbyły się w lipcu 1994 r. Beckett przegrała jednak wybory na lidera partii (został nim Tony Blair, minister spraw wewnętrznych w gabinecie cieni), jak również na wiceprzewodniczącego (został nim John Prescott). Beckett została ministrem zdrowia w gabinecie cieni Blaira. W 1995 r. została opozycyjnym ministrem handlu i przemysłu. Była jednym z głównych krytyków konserwatywnego rządu Johna Majora po ujawnieniu handlu bronią z Irakiem w 1996 r.

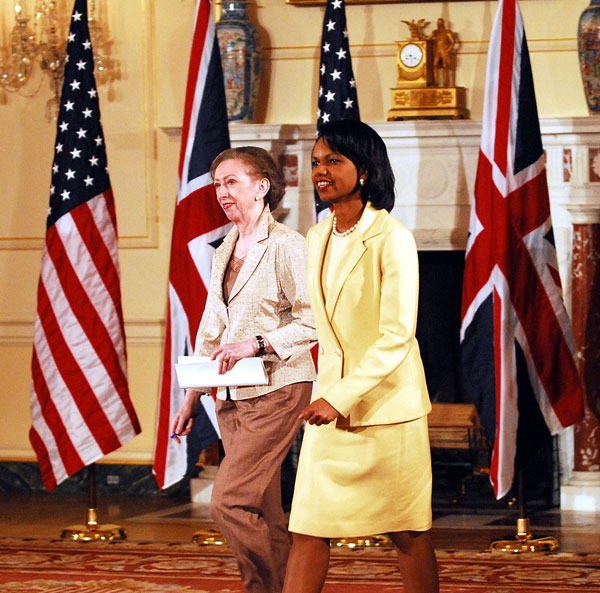
Beckett z sekretarz stanu Stanów Zjednoczonych, Condoleezzą Rice, po mianowaniu jej na stanowisko ministra spraw zagranicznych (2006)

Po zwycięstwie Partii Pracy w wyborach 1997 r. została ministrem przemysłu i handlu jako pierwsza kobieta na tym stanowisku. W 1998 r. otrzymała stanowiska przewodniczącej Izby Gmin i Lorda Przewodniczącego Rady. Po wyborach w 2001 r. została przeniesiona na nowo utworzone stanowisko ministra środowiska, żywności i spraw wsi. Na tym stanowisku zajmowała się głównie sprawami zmian klimatycznych i uczestniczyła w wielu konferencjach międzynarodowych poświęconych temu problemowi. Na stanowisku ministra środowiska Beckett pozostała do 2006 r., kiedy to otrzymała urząd ministra spraw zagranicznych, będąc pierwszą sprawującą go kobietą. Była na tym stanowisku krytykowana przez prasę za niesamodzielność i uległość wobec premiera.
Kiedy w czerwcu 2007 r. Blair zrezygnował z funkcji premiera jego następca, Gordon Brown, nie powołał Beckett na żadne stanowisko. Była pani minister powróciła więc do tylnych ław parlamentu. Przed odejściem była ostatnim członkiem laburzystowskiego rządu, który pierwsze doświadczenia polityczne zbierał jeszcze latach 70. w rządach Harolda Wilsona i Jamesa Callaghana. Do rządu powróciła w październiku 2008 r. na stanowisko ministra stanu ds. budownictwa i planowania. Nie była członkiem gabinetu, ale miała prawo uczestniczyć w jego posiedzeniach. Stanowisko to utraciła w czerwcu 2009 r.
W 1979 r. wyszła za mąż za lokalnego polityka Partii Pracy Lionela Becketta. Nie mają dzieci.